# Bette Talvacchia
Bette Talvacchia (nascuda en 1951) és una historiadora d'art estatunidenca, actualment degana de l'Escola d'Arts Visuals de la Universitat d'Oklahoma i professora distingida de la Universitat de Connecticut.